# 兔园山

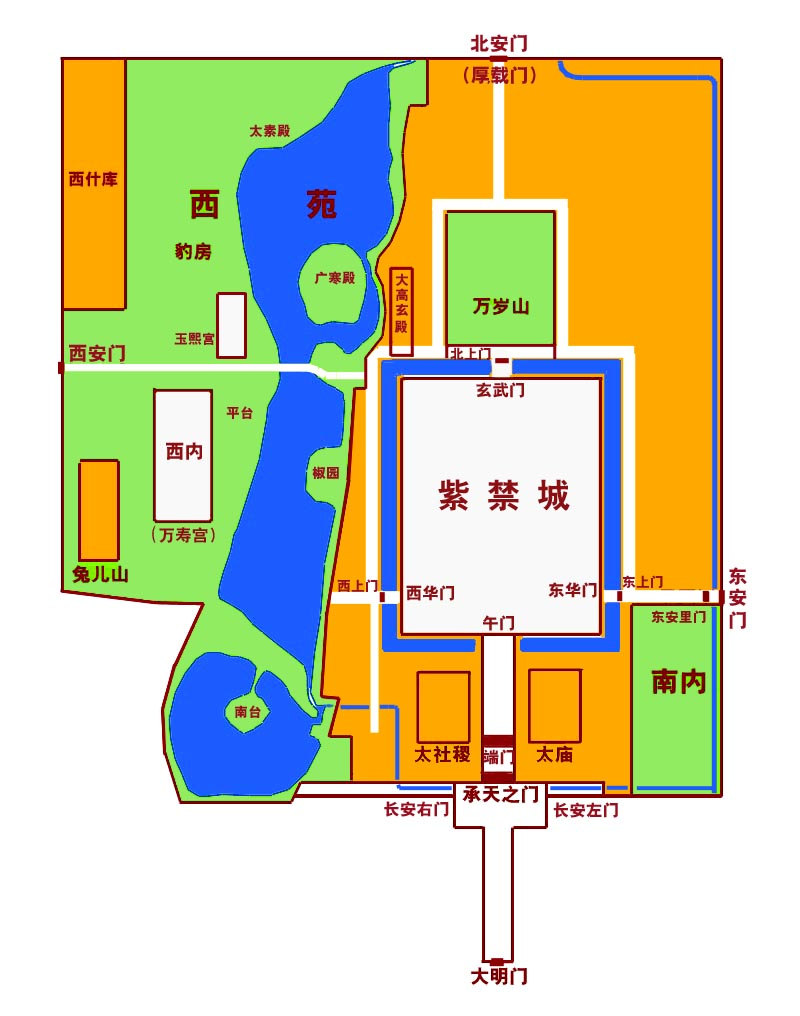
明朝北京皇城地图，图中西南侧标有“兔儿山”

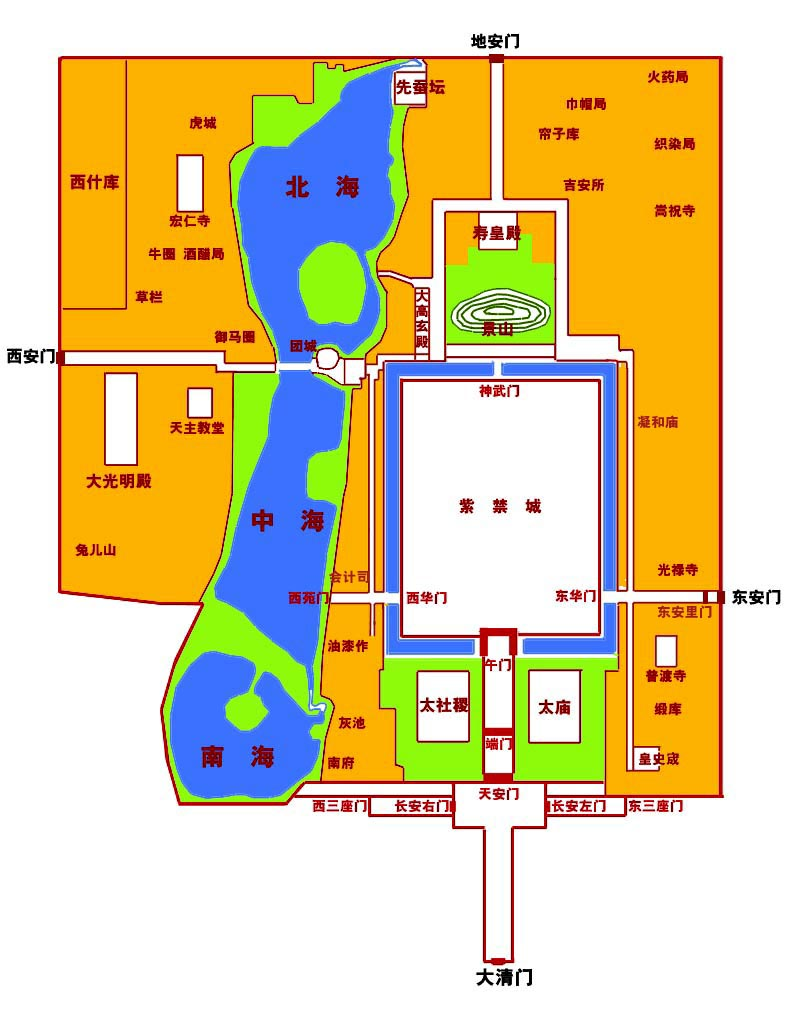
清朝北京皇城地图，图中西南侧标有“兔儿山”

兔园山，又称兔儿山，或称小山子，是元朝至清朝北京皇城内的一座小山，现已无存。

## 简介
兔园山为元朝所建，用石头垒成。元朝人运奇石来到燕京，堆筑此山。由于运奇石折费米粮，故这些奇石人称“折粮石”。
明朝，兔园山位于大光明殿南侧。山上有洞，有东西两道相通。山顶为清虚殿。清虚殿下暗设有大铜瓮，以山中之水灌注其中，最后流入池塘。池边多有奇石，称“小蓬莱”。其南为瑶景亭、翠林亭，掩映在古树之中。此处有石桥通东西两池。桥间为“旋磨台”，盘旋向上，顶部砌陶成池，如同一条真龙。相传，明世宗嘉靖帝曾在此拜北斗。
《金鳌退食笔记》记载，该山“叠石为山，穴山为洞，东西分径，纡折至顶”，“俯瞰都城，历历可见”。
每逢九月初九重阳节，明朝皇帝必到万岁山（今景山）或兔园山清虚殿登高。随行的内臣均着菊花補服，陪皇帝饮宴，名为“吃迎霜兔儿”，饮“菊花酒”。
清朝，兔园山逐渐颓败，清朝皇帝也不在此登高饮宴。后来荡然无存。其地附近有图样山胡同，其名即“兔园山”的讹称。

## 图样山胡同
图样山胡同为南北走向，南到后达里，北到惜薪胡同，全长309米，平均宽4米。清朝称兔儿山、图儿山，因为附近原有兔儿山而得名。1911年之后改称图样山。1965年北京市整顿地名，将西土地庙、槐树胡同并入，定名为图样山胡同。西土地庙位于图样山胡同北部西侧，是一条小胡同，西接西黄城根南街。槐树胡同是图样山胡同中部西侧的一条死胡同。
2010年，北京市土地储备整理中心西城区分中心经北京市西城区房屋管理局《拆迁许可证》（京建西拆许字〔2010〕第122号）批准，在北京市西城区进行西城旧城保护和居民住房改善工程项目一区至四区拆迁建设，2010年11月19日正式启动拆迁工作，各区拆迁范围内的胡同包括：
- 一区（西黄城根南街、图样山胡同一带）：图样山胡同、西黄城根南街、石板房胡同、后达西巷、后达里胡同。
- 二区（互助巷、图样山胡同一带）：图样山胡同、后达东巷、后达里胡同、互助巷。
- 三区（南红门、互助巷一带）：南红门胡同、东红门胡同、互助巷、西椅子胡同。
- 四区（博学胡同、西椅子胡同一带）：西椅子胡同、博学胡同、互助巷、南红门胡同[3]。

图样山胡同由此被全部拆除。